# Kalydoniska vildsvinet

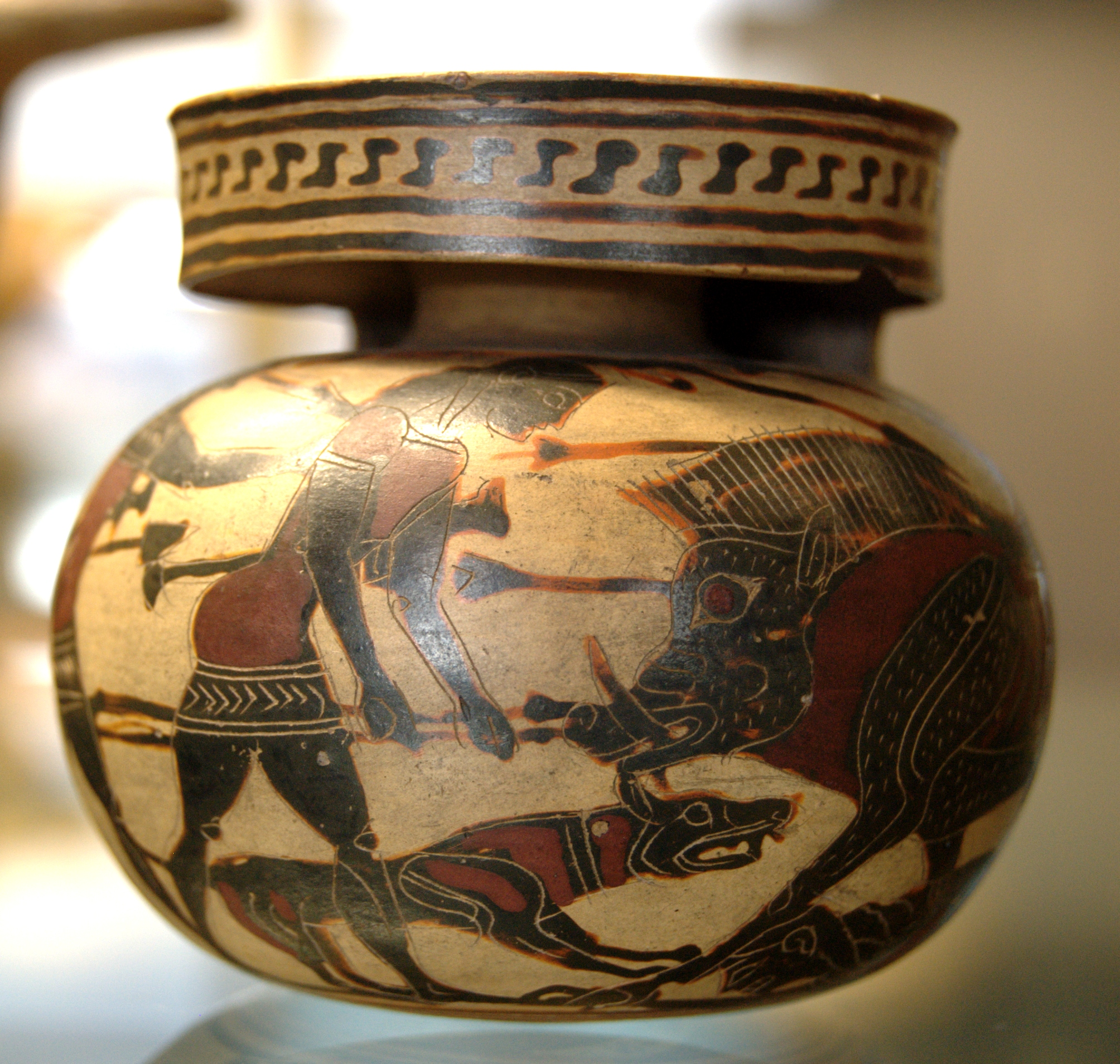
Jakten på det kalydoniska vildsvinet skildrat på en grekisk vasmålning från cirka 580 f.Kr.

Det kalydoniska vildsvinet eller den kalydoniska galten är i grekisk mytologi ett monster, skickat av Artemis för att förhärja staden Kalydon.
Oineus, kung av Kalydon i Etolien, offrade årligen till gudarna. Ett år glömde kungen gudinnan Artemis då han gjorde sitt offer. Artemis hämnades genom att sända en fruktansvärd vildgalt, som härjade de bördiga fälten och vingårdarna kring staden Kalydon. Oineus sände ut budbärare för att värva de bästa jägarna i Grekland. Bland de som hörsammade kungen fanns några av argonauterna, kungens egen son Meleagros och en kvinna - jägarinnan Atalante. Den som besegrade vildsvinet skulle få dess huvud och hud som pris.
Många av männen vägrade att jaga tillsammans med en kvinna, men Meleagros övertalade dem. Atalante blev den första att såra vildsvinet, Meleagros blev sedan den som slutligen fällde odjuret, och han gav då Atalante priset. På Artemis instiftan utbröt nu en blodig strid. Meleagros morbröder kunde inte godta att en kvinna fick jaktens pris, de tog galtens hud från henne och sade att det rätteligen tillhörde dem. Meleagros dödade i vredesmod sina morbröder och gav huden åter till Atalante. Meleagros moder Althaia, förbittrad över sina bröders död, tog fram en ödesdiger eldbrand - vilken enligt en förutsägelse ska släcka Meleagros liv då den själv brunnit ut - och kastade den på elden, varvid Meleagros liv utslocknade. Artemis hade nu fått sin hämnd över kung Oineus.
Det kalydoniska vildsvinet var ett av de ktoniska monstren i den grekiska mytologin. 